# Wrightbus

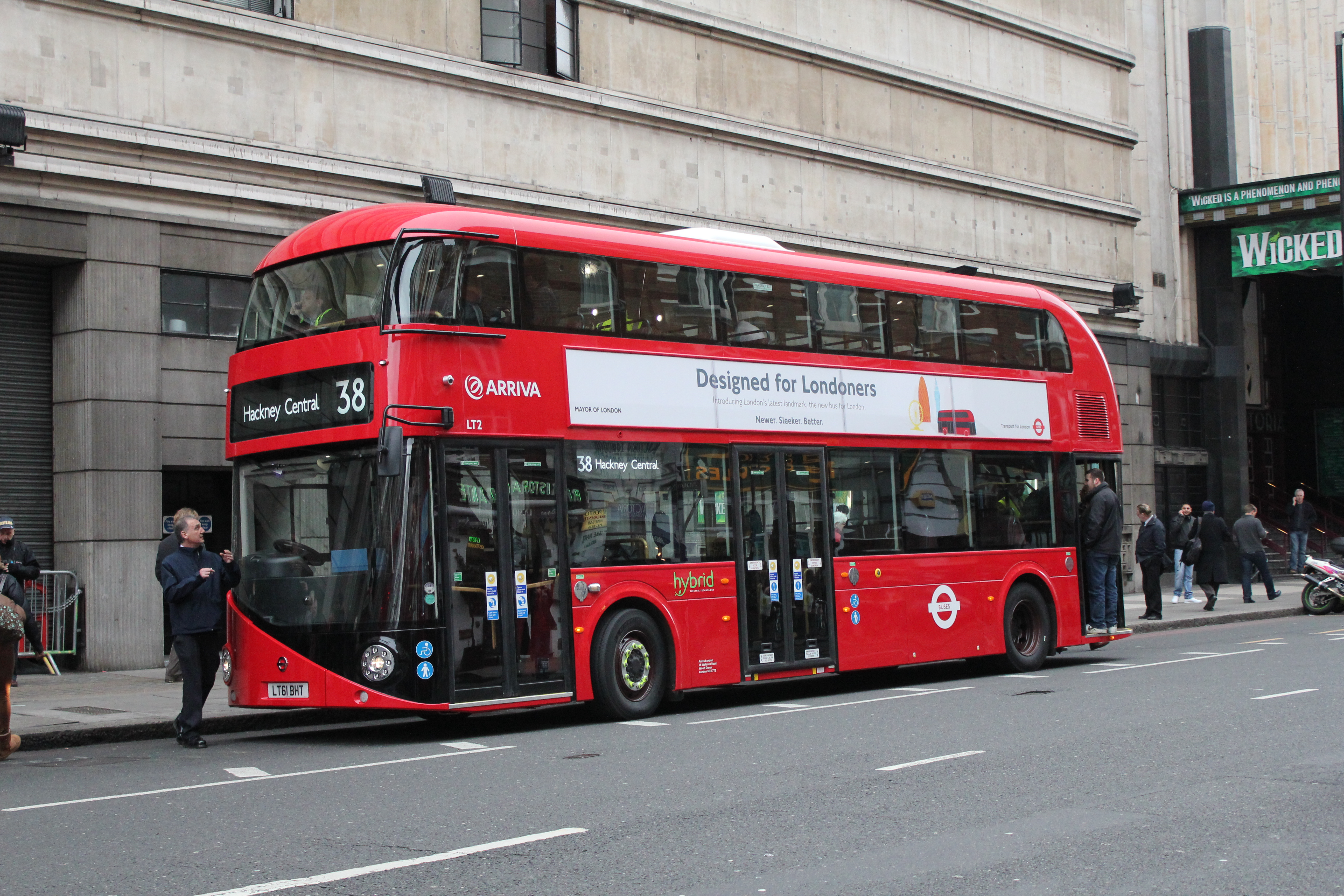
Wright LT2/4

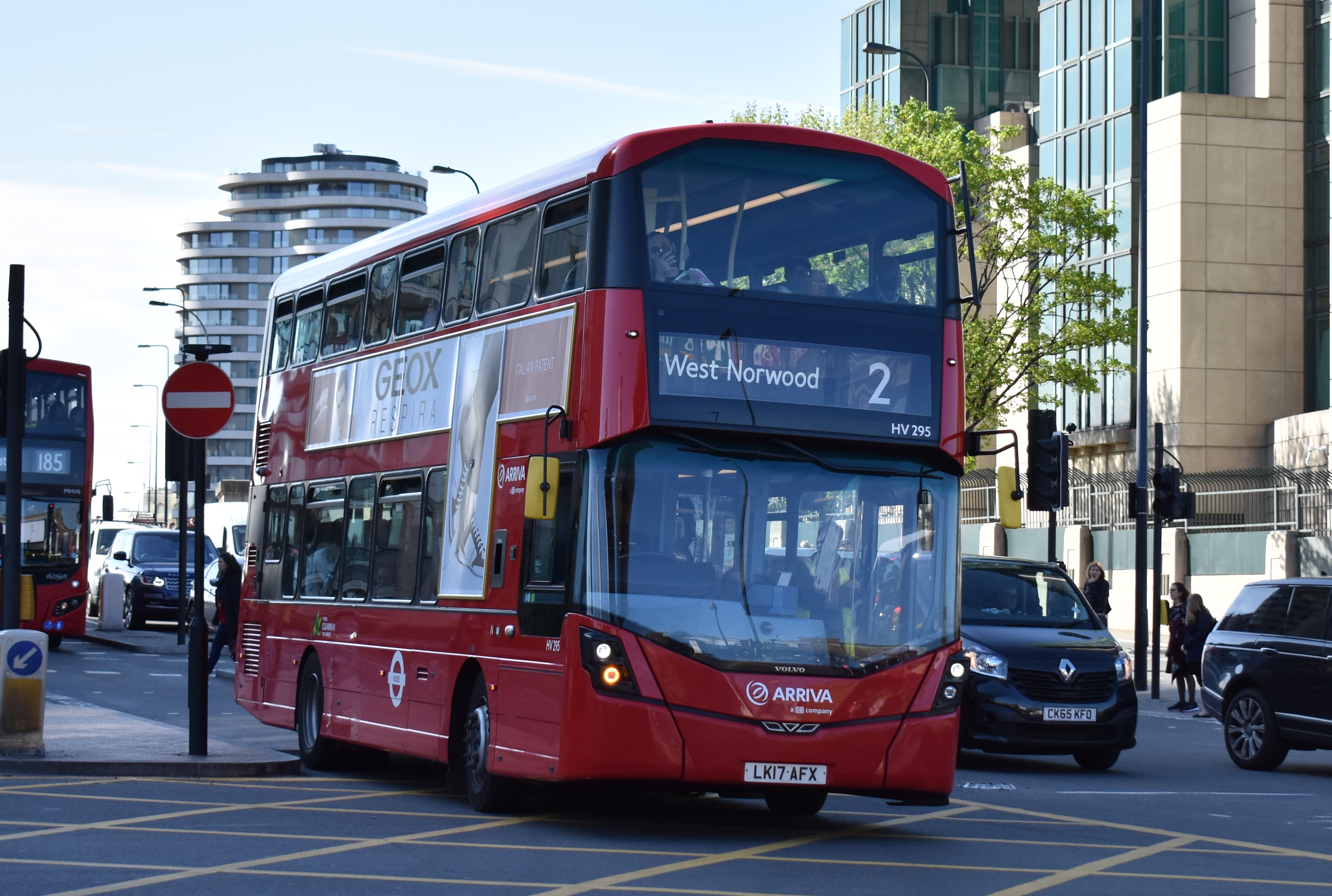
Wright Gemini 3 Arriva London

Wrightbus est une entreprise de carrosserie industrielle et constructeur d'autobus implanté à Ballymena en Irlande du Nord en 1946 par Robert Wright. Jusqu'en 2019, l'entreprise était dirigée par son fils, William Wright.

## Histoire

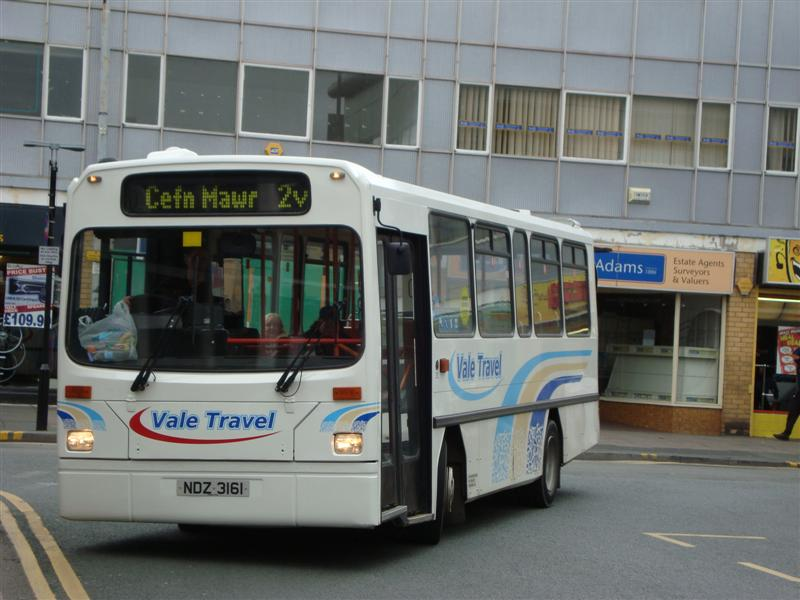
Wright Handybus de GHA Coaches à Wrexham en mars 2009

La société Wrightbus a été créée en 1946 sous la raison sociale Robert Wright & Son Coachbuilders. Durant les premières années, son activité principale était la réfection et la modification des carrosseries de camions. En 1978, la société crée sa première carrosserie d'autobus en aluminium. Mais la véritable percée de Wright dans le secteur des carrosseries d'autobus est survenue au début des années 1990 avec le modèle "Handybus", un midibus qui pouvait être réalisé sur des châssis de plusieurs constructeurs. Ce modèle a su attirer une bonne clientèle, contrairement au "Dennis Dart", son principal concurrent. La société a ainsi pu se faire connaître des grands opérateurs britanniques comme London Buses, une filiale de TfL - Transport for London, Go Ahead Northern , Ulsterbus et Citybus de Belfast. Cela a été suivi par un mouvement dans le marché des autobus à un  étage de grande longueur avec l'Endeavour qui a été disponible sur les châssis Dennis Javelin, Leyland Tiger et Scania K93, ce qui a permis à Wright de développer son modèle Endurance très réussi, concurrençant fortement les modèles Alexander Strider et Northern Counties Paladin qui utilisaient les châssis Volvo B10B et Scania N113 CRB,. 

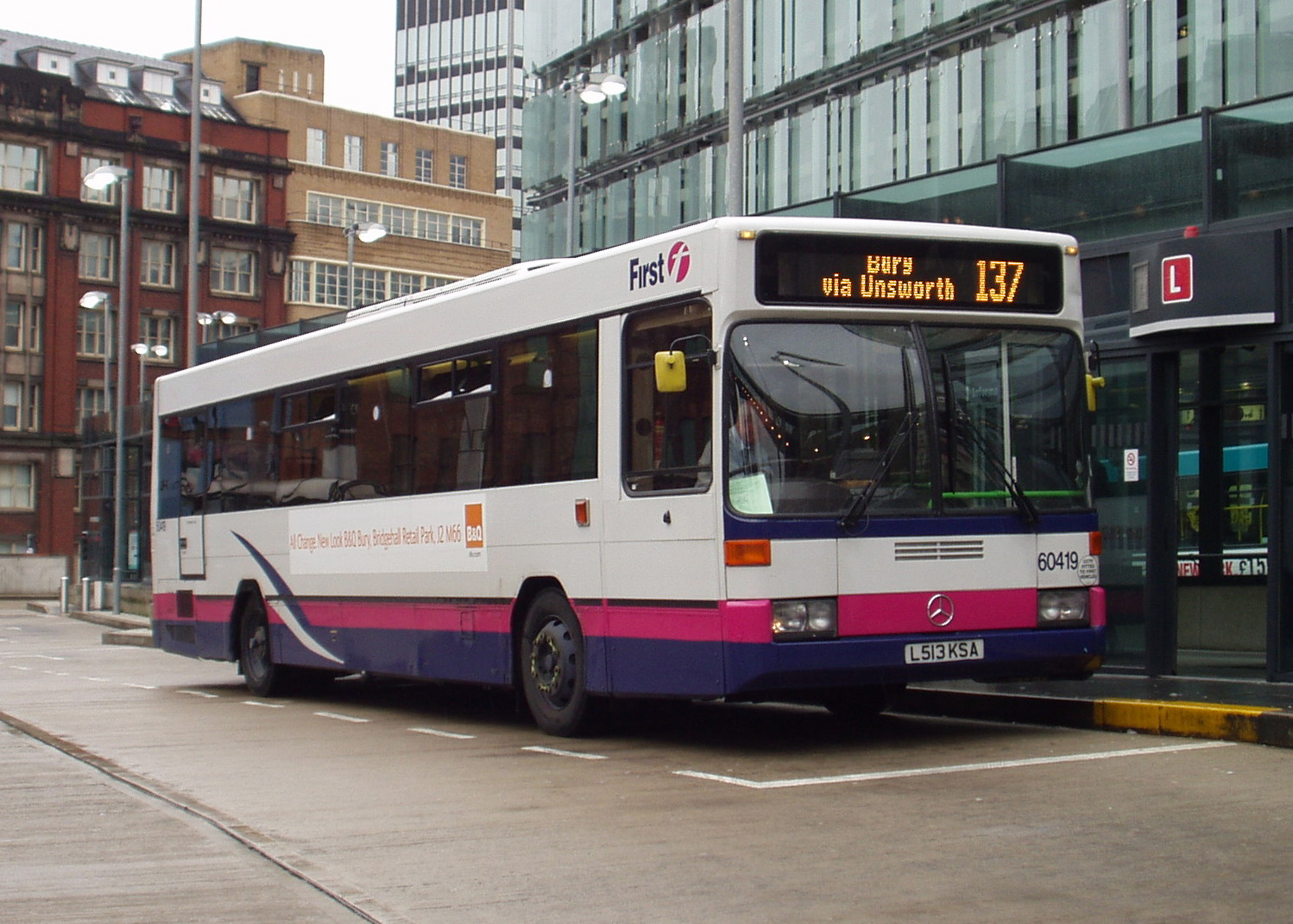
Wright Cityranger sur un châssis Mercedes-Benz O405 à Manchester en juillet 2007

D'autres modèles Wright ont été présentés durant cette période : deux carrosseries sur une base Mercedes-Benz, le Cityranger sur le châssis O405 et le Urbanranger sur le OH1416. Ces modèles ont été lancés à l'époque où les opérateurs du Royaume-Uni ont commencé à préférer les modèles à plancher bas. C'est pourquoi l'Urbanranger n'a engrangé qu'une petite poignée de commandes alors que Wright s'était déjà fait remarquer avec ses carrosserie de bus à plancher bas depuis le milieu des années 1990. 

### Wright, spécialiste britannique du plancher bas
En 1993, Wright présente le Pathfinder sur les châssis bas Dennis Lance SLF et Scania N113 CRL. En 1995, il lance l'Axcess-Ultralow sur le châssis Scania L113. À cette époque, le modèle était apprécié des compagnies de bus britanniques, mais contrairement à ses concurrents qui ne proposaient le L113 qu'avec des carrosseries standard à plusieurs marches, Wright a modifié le châssis et a pu offrir aux opérateurs l'un des premiers modèles à châssis surbaissé. Le principal client du modèle Axcess-Ultralow a été FirstGroup qui en a compté environ 240 exemplaires dans son parc. En fin d'année 1995, Wright présente le Liberator, basé sur le châssis du Volvo B10L. La commande la plus importante est venue de National Express avec 120 exemplaires en 1997. 

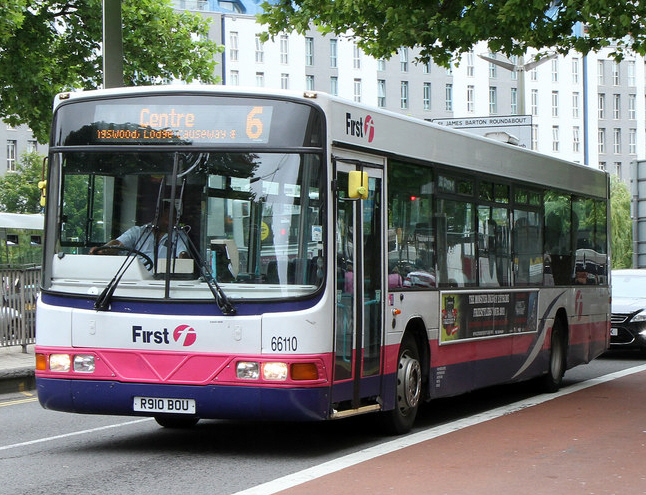
Wright Renown sur châssis Volvo B10BLE à Bristol en juin 2011

Puis le Renown, construit sur le châssis du Volvo B10BLE, est devenu l'autobus standard du groupe Blazefield mais sa production s'est arrêtée brusquement quand Volvo a décidé de remplacer le B10BLE le B7L. Wright lancera l'Eclipse sur ce châssis, devenu Wright Eclipse Metro, qui ne connut pas le succès à cause de son moteur arrière vertical qui n'était pas accepté par la plupart des opérateurs. Wright a voulu continuer à satisfaire ses principaux clients, dont Ulsterbus, et s'est tourné vers les châssis Scania L94UB avec moteur incliné avec lequel Wright a lancé le modèle Solar et une autre carrosserie, qui ressemble aux Solar / Eclipse, le Meridian. Le Meridan est un autobus construit sur le châssis à plancher bas MAN A22. 

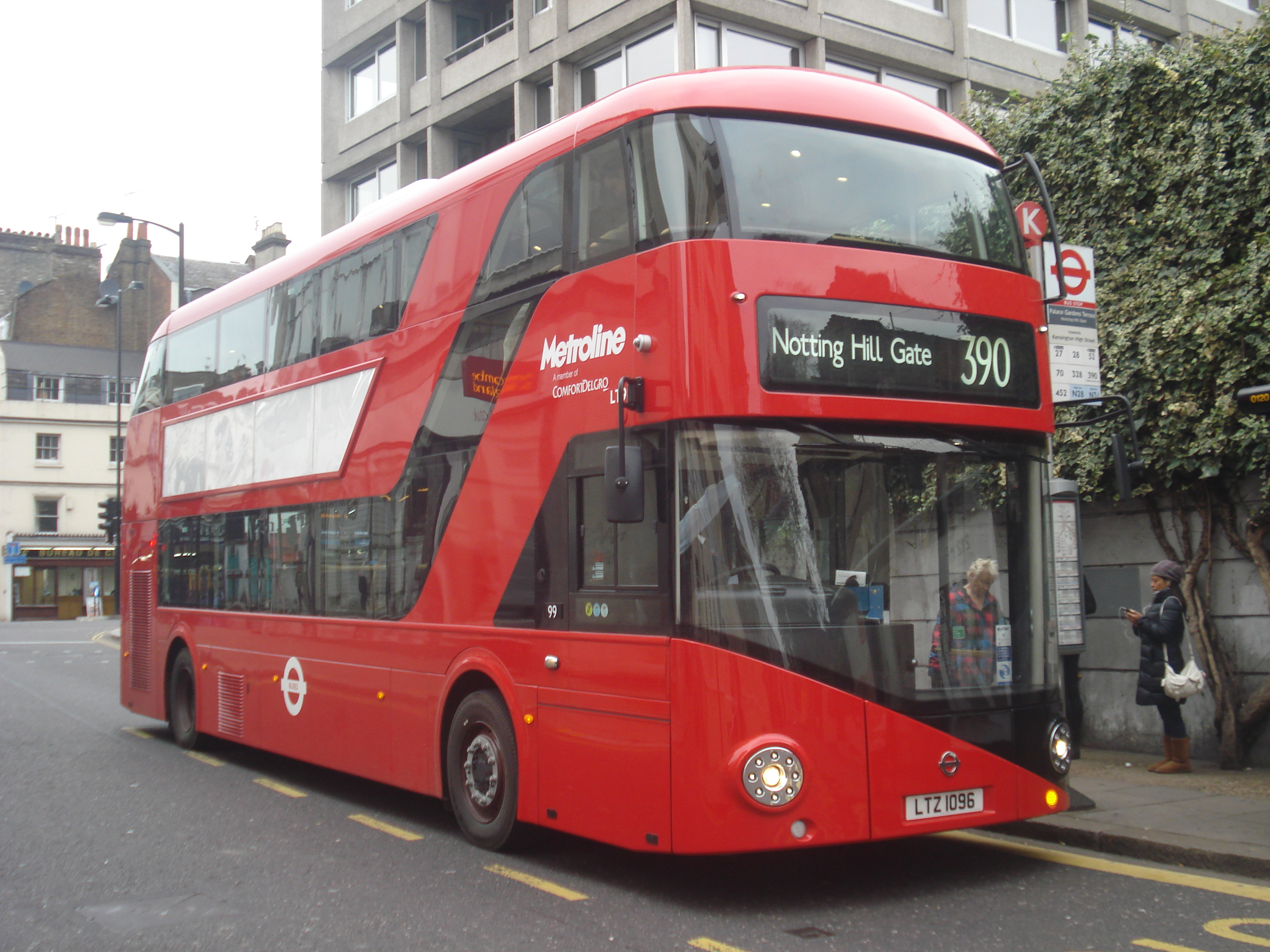
Autobus hybride à impériale New Routemaster de Metroline à Notting Hill (route 390) en décembre 2013

### Les modèles récents et actuels
Le modèle Wright le plus emblématique est le bus à impériale New Routemaster London, mis en service le 27 février 2012 dans les rues de Londres pour remplacer les fameux AEC Routemaster de 1958, dont la production a pris fin en 2017 après avoir fabriqué le 1.090 ème exemplaire

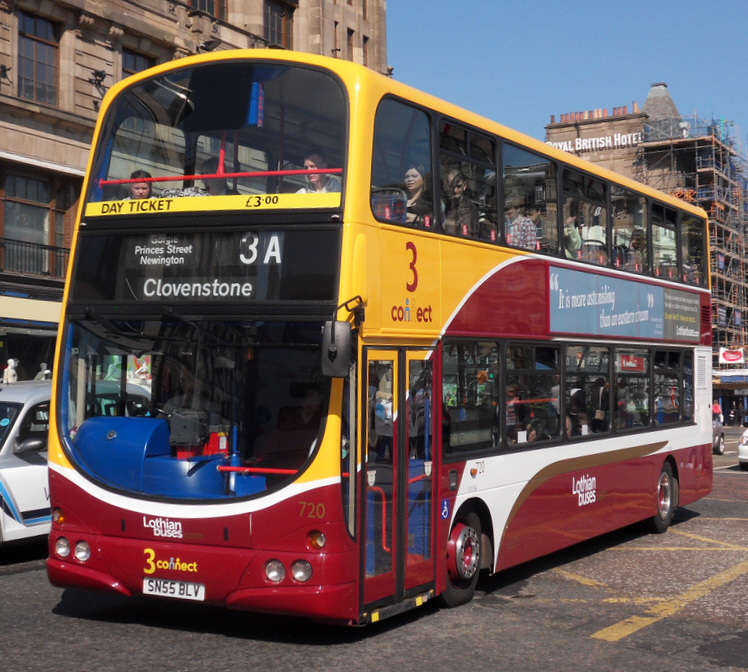
Autobus à impériale Wright Eclipse Gemini de Lothian Buses sur châssis Volvo B7TL à Edinbourg en avril 2010

En 2001, le premier exemplaire du Wright Eclipse Gemini à impériale a été construit sur le châssis Volvo B7TL. Un modèle similaire Wright Pulsar Gemini a été mis en service par Arriva London en août 2003. Il était construit sur le châssis VDL DB250. Les grandes compagnies d'autobus qui possèdent des autobus avec une carrosserie Gemini sont Arriva, FirstGroup, Go-Ahead Group, Lothian Buses et National Express. En 2016, le modèle Wright SRM a été réalisé sur le châssis Volvo B5LH.
En mai 2013, Wrightbus a construit son propre châssis et présenté le StreetLite à un étage et le StreetDeck à deux étages ce qui n'empêche pas l'entreprise de proposer des carrosseries sur des châssis Volvo B5TL, Volvo B5LH ou Volvo B8RLE,,

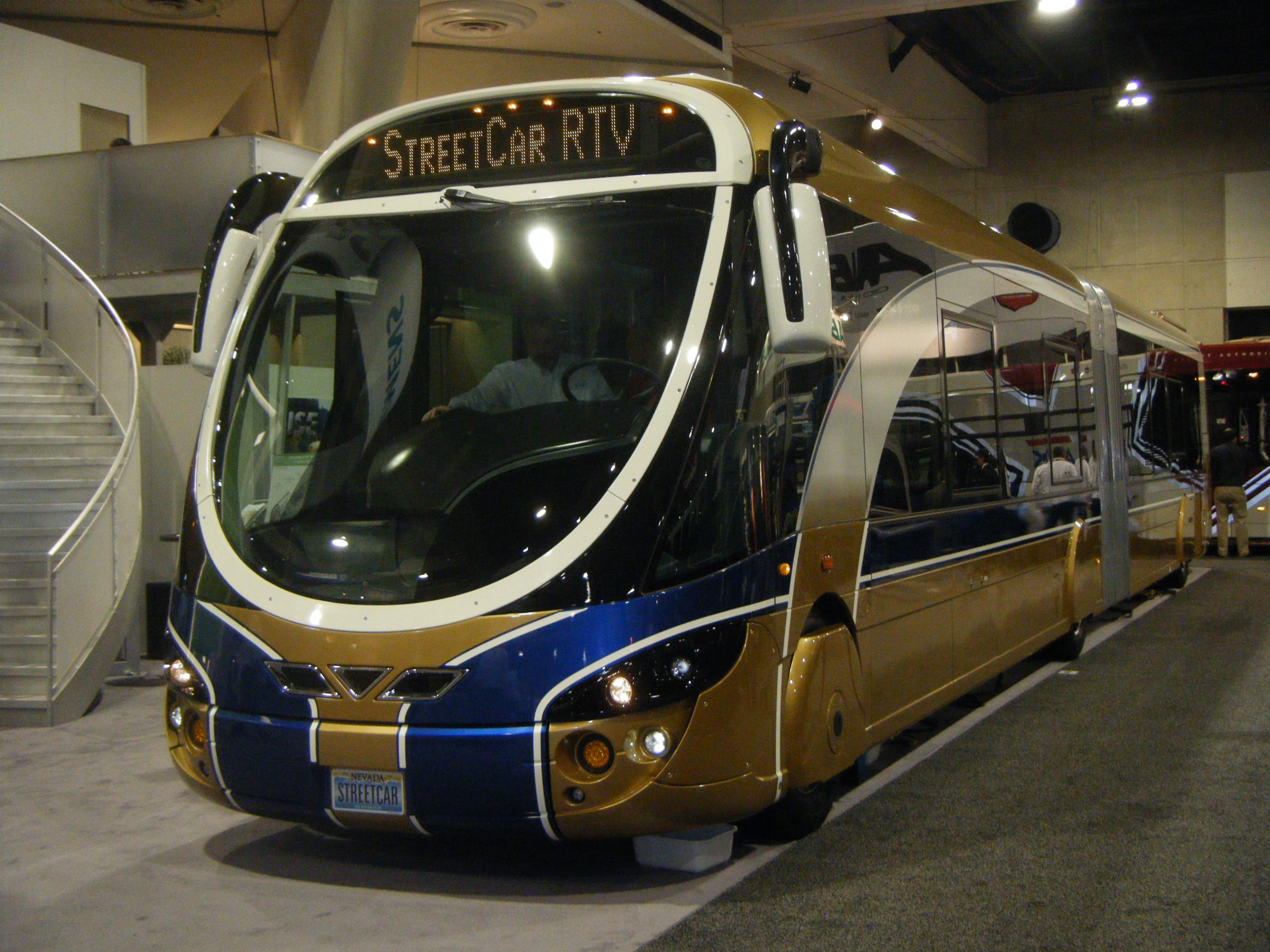
Autobus Wrightbus Streetcar sur Las Vegas Strip

## Opérations à l'étranger
- En 1997, une commande de 25 exemplaires du Wright Crusader a été livrée à la compagnie australienne "Action".
- Entre 2003 et 2006, la compagnie hongkongais Kowloon Motor Bus a reçu 164 exemplaires du Wrightbus 3 essieux, 100 sur un châssis Volvo Super Olympian et 64 sur un  châssis Volvo B9TL.
- En 2009, Kowloon Motor Bus a commandé 291 bus qui ont été mis en service en 2012.
- En 2010, le premier des 450 Volvo B9TL avec carrosserie Wright Eclipse Gemini2 a été livré à la compagnie SBS Transit de Singapour. Le dernier autobus a été livré fin 2012[10].

En 2011, la société Wrightbus International est créée. 
- En 2012, une grosse commande a été passée par SBS Transit pour 565 exemplaires Wright Eclipse Gemini2 sur châssis Volvo B9TL. la livraison s'est étalée de janvier 2013 à juin 2015[11],[12].

- En novembre 2012, Kowloon Motor a signé une commande de 50 Wright Eclipse Gemini2 sur châssis Volvo à expédier en CKD pour y être assemblés en Chine. Une commande complémentaire de 85 exemplaires a suivi[13],[14].

- En septembre 2013, Wrightbus a conclu un partenariat avec Daimler Bus pour fabriquer des bus à Chennai, en Inde[15],[16].

- En mars 2014, deux commandes ont été passées par les compagnies Hong Kong Citybus et New World First Bus pour un total de 51 exemplaires de carrosseries à monter sur un châssis Volvo B9TL. Les carrosseries ont été envoyées en CKD d'Irlande pour être assemblées en Malaisie[17],[18],[19].

- En juillet 2014, SBS Transit a passé commande de 415 exemplaires Eclipse Gemini2 avec un châssis Volvo B9TL à livrer entre 2015 et 2017. Cette commande a été complétée en 2017 pour 1.000 unités supplémentaires[20].

## Productions
Liste des principales carrosseries d'autobus Wright depuis 1946.

### Autobus à 1 étage
- Wright Axcess-Floline sur châssis Scania L94UB,
- Wright Axcess-Ultralow  / Scania L113
- Wright Cadet / DAF/VDL SB120
- Wright Cityranger / Mercedes-Benz O405
- Wright Commander / DAF/VDL SB200
- Consort / Leyland 9-13R Roadrunner et autres châssis
- Contour / Bedford série Y et autres châssis
- Wright Crusader / Dennis Dart SLF ou Volvo B6LE
- Wright Crusader2 / Volvo B6BLE
- Wright Eclipse Metro-Eclipse Fusion / Volvo B7L et B7LA
- Wright Eclipse Urban-Eclipse2  / Volvo B7RLE
  - Wright Eclipse Commuter / plancher haut Volvo B7RLE
  - Wright Eclipse SchoolRun / bus scolaire sur Volvo B7R
- Wright Endeavour / Leyland Tiger et Scania K93
- Wright Electrocity / autobus hybride sur DAF/VDL SB120
- Wright Endurance / Volvo B10B et Scania N113CRB
- Wright Fusion / Volvo B10LA
- Wright Handybus / Dennis Dart et Leyland Swift
- Wright Liberator / Volvo B10L
- Wright Meridian / MAN A22
- Wright Nimbus / Mercedes-Benz T2 et Dodge série 50
- Wright Pathfinder / Dennis Lance SLF et Scania N113CRL
- Wright Pulsar - Pulsar 2 / VDL SB200
  - Wright Pulsar 2 HEV
- Wright Renown / Volvo B10BLE
- Royale / Leyland Leopard
- Wright Solar / Scania L94UB et K UB
- Wright Solar Fusion
- TT / Bedford
- Wright StreetCar (RTV) / Volvo B7LA et châssis articulé Hess
- Wright Urbanranger (variante du modèle Endurance) / Mercedes-Benz OH1416

### Autobus à impériale
- Wright Eclipse Gemini - sur châssis Volvo B7TL à 2 essieux, B9TL & B5LH,
- Wright Explorer - sur châssis Volvo Super Olympian,
- Wright Gemini2 - sur châssis Wrightbus avec des composants VDL, variantes DL & HEV,
- Wright Pulsar Gemini - sur châssis DAF/VDL DB250,
- Wright Pulsar Gemini HEV - autobus hybride sur châssis VDL DB250,
- New Routemaster, autobus hybride sur châssis Wrightbus - fabriqué exclusivement pour Transport for London de 2012 à 2017.